# Masakazu Nishimine
Masakazu Nishimine (japanisch 西峯 正員, Nishimine Masakazu; * 1954 in Kōchi, Präfektur Kōchi, Japan) ist ein japanischer Schlagwerker mit Schaffensschwerpunkt in Bremen.

## Leben
Nishimine erlernte ursprünglich die Klarinette und schloss ein entsprechendes Studium an der Kunitachi Musikhochschule in Tokio ab. 1978 kam er nach Deutschland, um seine Ausbildung fortzusetzen, wandte sich jedoch bald dem Studium der Schlaginstrumente zu, das er 1988 erfolgreich abschloss. Es folgten Engagements als klassischer Paukist, u. a. an der Oper des Bremer Theaters.
An der Hochschule für Künste Bremen lehrte er im Rahmen einer Gastprofessur.
Mitte der 90er Jahre fand Nishimine zur traditionellen japanischen Trommelkunst und gründete 1996 die Gruppe Massa Daiko, mit der bis heute regelmäßig auftritt.

## Diskographie
- Babette Koblenz, No Entry to the Lion's Club für zwei Klaviere und Schlagzeug, Tonträger im Bielefelder Katalog
- Siegrid Ernst, Konzertantes Duo für Blockflöten und Schlagzeug, Tonträger im Bielefelder Katalog

## Inszenierungen
- Tanztheater Taiko, Tanzabend von Sergei Vanaev (Choreografie) mit Kompositionen von Masakazu Nishiminein in Kooperation mit der japanischen Taiko-Gruppe Masa-Daiko Bremen am Stadttheater Bremerhaven[4]